# Fuji (género musical)
El fuji es un género de música popular nigeriana, introducida al mediados de los años 60 a manos del "Creador del Fuji", Alhaji Sikiru Ayinde Barrister. 
El estilo provino de improvisaciones con música tradicional ajisari, que es un tipo de música musulmana para despertar a los creyentes antes del alba durante el Ramadán. Fuji es un estilo de música de percusión, que entrelaza ritmos aprovechando una variedad de tambores tradicionales, también incorporando baterías y teclados en su encarnación moderna. 
El nombre fue concebido de un modo bastante gracioso e insólito: según afirma, Alhaji Sikiru Ayinde Barrister vio un cartel en un aeropuerto internacional anunciando el Monte Fuji, que es el pico más alto en Japón y le resultó graciosa ya que "fuji", en este contexto, no debe confundirse con la palabra de yoruba "fuja", o "faaji", que significan ocio o placer. ("Onifuja" o "Onifaaji" es en yoruba popular, o uno que agrada en el ocio o en el placer). 
Fuji es una síntesis del apala con un "adornado y libre ritmo" vocal de los músicos piadosos ajisari y de sakara, un tambor- pandereta, y la guitarra hawaiana. Entre las estrellas más tempranas del género encontramos a Haruna Ishola y a Ayinla Omowura. Ishola obtuvo numerosos éxitos a partir de finales de los años 50 y principios de los años 80, convirtiéndose una de las ejecutantes más famosos del país. Fuji se fue regularmente más popular entre los años 60 y los años 70, estando estrechamente asociado con el islam.
El fuji ha sido descrito como jùjú sin guitarras aunque, irónicamente, Ebenezer Obey una vez lo describió como mambo con guitarras. Sin embargo, en sus raíces, el fuji es una mezcla de musulmán tradicional de los ajisari con aspectos de percusión apala, canciones vocales y música filosófica sakara. Según el propio Alhaji "es una combinación de apala, sakara, agogô, gudugudu, agidigbo, aro highlife y ajisari". De todos estos elementos la base fundamental del fuji es el apala. Las primeras estrellas de fuji fueron las bandas rivales Alhaji Sikiru Ayinde Barrister y Ayinla Kollington. Alhaji Sikiru Ayinde Barrister comenzó su carrera en el fuji a principios de los años 70 con el Golden Fuji Group aunque había cantado canciones musulmanas cuanto tenía 10 años. Él cambió el nombre de su grupo por Fuji Londoners cuando volvió de un viaje a Londres, Inglaterra. Después un muy mucho tiempo, con éxitos como "Orilonise", "Fuji Disco/Iku Baba Obey", "Oke Agba", "Aye", " y "Suuru", cambió el nombre del grupo a Supreme Fuji Commanders con un éxito, "Orelope", que fue platino al instante. El rival de Ayinde era Ayinla Kollington, Baba Alatika, conocida para usar letras burdas y vulgares entrelazadas con incoherentes comentarios sociales. En los años 80 les siguieron estrellas como Wasiu Ayinde Barrister.
Alhaji Sikiru Ayinde Barrister modernizó la música fuji, a principios de los 70. La comunidad musulmana en la metrópoli de Lagos tenía un número importante de actos de ajiwere. Estos tempranos ejecutantes dibujaron la gran inspiración del estilo de música de yoruba sakara, usando el tambor sakara, pero sin el instrumento de viela goje que normalmente se toca como violín de acompañamiento.
Los estilos que comenzaban a desarrollarse, y no era insólito para unos cuantos tocar armónicas entre interludios ajiwere dentro de sus composiciones. Alhaji Sikiru Ayinde Barrister era el cantante/compositor de ventajoso del grupo popular ajisari, Jibowu Barrister, bajo el mando de Alhaji Jibowu Barrister. Alhaji Sikiru Ayinde Barrister y otro ajiwere joven "rocked" ganaron fama en Lagos y sus alrededores hasta alrededor del nigeriano de tiempo la crisis de guerra civil de Nigeria (1966-1970) que tomó a muchos jóvenes (incluyendo a Alhaji Sikiru Ayinde Barrister).
Después de la guerra, unos cuantos siguieron su música fuji con carreras militares. Aunque hubieran bastantes grupos fuji con la colaboración y la rivalidad igualmente alrededor de la isla Lagos, la transformación "fuji" al principio se hizo prominente con las grabaciones de Alhaji Sikiru Ayinde Barrister y Alhaji Monsuru Akande], ambos fichados por las discográficas TYC y African-Songs. Alhaji Sikiru Ayinde Barrister como herido de guerra fue llevado al Centro de Restablecimiento de Fuerzas armadas de la rehabilitación, aunque tocando de media jornada y sacando a la venta álbumes. Hacia 1976, cuando descargó totalmente su poder el ejército de Nigeria lanzaba él mismo sus grabaciones de estudio a jornada completa convirtiéndose ya en la estrella exclusiva en la vanguardia, produciendo en serie éxitos tras éxitos. Su éxito indudablemente abasteció de combustible la aparición de fuji como un género establecido en el molde de la música popular apala, sakara y jùjú en particular La popularidad floreció en particular entre fiesteros, mundanos y magnates de negocio.
Hacia 1981, el dúo de Alhaji Sikiru Ayinde Barrister y Kollington había propulsado al fuji a otro nivel y, la rivalidad, alimentada, en parte, por admiradores y rumores y bromas, y, en parte, contiendas abiertas seguidas de desafíos, llevó a las líricas abusivas y vulgares lanzadas en las grabaciones de Ayinla Kollington. Entre 1970 y 1990 aparecieron también numerosos artistas del género: Fatai Adio, Saura Alhaji, Student Fuji, Rahimi Ayinde (Kokote), Ramoni Akanni, Love Azeez, Waidi Akangbe, Sikiru Olawoyin, Agbada Owo, Iyanda Sawaba, Wasiu Ayinde Barrister (antes de cambiar su nombre a Marshall) Sakaniyau Ejire, Rasheed Ayinde y Wasiu Ayinla.
La música fuji se puso de moda, sobre todo internacionalmente gracias al trabajo de Alhaji Sikiru Ayinde Barrister que lanzó sus éxitos en el extranjero (en Reino Unido en 1978 y Estados Unidos en 1985/6). Hoy, la mayor parte de músicos fuji provienen del área Mushin, en el estado de Lagos. En general, las letras están en lengua yoruba. Debido a su popularidad entre nigerianos jóvenes, fuji es destacado junto a la música hip hop nigeriana. Por ejemplo, artistas de hip hop nigerianos como Tony Tetuila han colaborado con cantantes como Pasuma con sus trabajos.